# North Dumfries
North Dumfries es un municipio canadiense situado en la provincia de Ontario.

## Superficie
North Dumfries tiene una superficie de 188,09 km².

## Demografía
En 2021, tenía 10 619 habitantes, una densidad poblacional de 56,5 hab./km², y 3768 viviendas.